# Moody's Corporation
Moody's Corporation, coneguda popularment com a Moody's, és una agència d'avaluació de crèdit estatunidenca fundada en 1909 per John Moody. Als anys setanta va començar a dedicar-se al deute comercial i l'any 2000 ja cobria més d'un centenar d'Estats.
Pertany a les poques (amb Fitch i Standard & Poor's, per exemple) agències de rating sobiranes àmpliament desacreditades per l'opinió pública i que alguns moviments ciutadans, com per exemple els Indignats consideren que exerceixen poder excessiu sobre els governs d'alguns països, a més d'acusar-les de ser causa de la crisi financera d'aquests a partir de 2008. En 2010 va estar acusada també per l'FMI de contribuir a la crisi financera mundial de començaments del segle xxi.